# Mauzoleum w Bukowcu
Mauzoleum w Bukowcu (Opactwo, niem. Abtei Buchwald) – zabytkowe mauzoleum we wsi Bukowiec (województwo dolnośląskie), w powiecie karkonoskim, w gminie Mysłakowice. 
Mauzoleum wybudowano w latach 1800–1818 według projektu berlińskiego architekta Friedrich Rabe. Powstała romantyczna, neogotycka sztuczna ruina, w formie dwunawowego kościoła ze sklepioną kryptą grobową, gdzie pochowano Friedricha von Redena (1815) i jego żonę Friederikę (1854). W  bogatym w zdobienia wnętrzu kościoła odprawiano nabożeństwa. W opactwie mieszkał pomocnik ogrodnika, pełniący funkcję opiekuna miejsca.